# Nitinat River Provincial Park
Der Nitinat River Provincial Park (auch Nitinat River Park) ist ein nur etwa 160 Hektar (ha) großer Provincial Park im Süden der kanadischen Provinz British Columbia, auf Vancouver Island.
Bei dem Park handelt es sich um einen sogenannten Day-Use Park. Diese Parks verfügen üblicherweise über keine umfangreiche touristische Infrastruktur und sind nur für Tagesbesuche ausgestattet.

## Anlage
Der zweiteilige Park liegt im Cowichan Valley Regional District, im zentralen Süden von Vancouver Island. Er liegt am Nitinat River, nordöstlich des Nitinat Lake bzw. westlich des Lake Cowichan, in den hier nicht sehr hohen Bergen der Vancouver Island Ranges. Der Nitinat River kommt hier aus nordöstlicher Richtung und durchquert erst den nordöstlichen Parkteil bevor er erst das Indian reserve Saok 16 und nach einigen Kilometern das Reservat Chuchummisapo 15 passiert und dann den südwestlichen Parkteil durchquert. Zwischen den beiden Parkteilen liegen etwa 7,5 Kilometer Luftlinie. Der nordöstliche Parkteil ist mit rund 90 ha der größere der beiden Bereiche und umfasst auch einen kleinen Wasserfall des Nitinat River, weswegen dieser Parkteil auch als „Nitinat River Falls Site“ bezeichnet wird. Der südwestliche Parkteil und mit rund 70 ha kleinere Bereich wird als „Bridge Pool Site“ bezeichnet, da hier eine Brücke den Fluss überspannt. Etwa 6 Kilometer Luftlinie nachdem der Nitinat River die „Bridge Pool Site“ durchquert hat, erreicht er den Nitinat Lake.
Bei dem Park handelt es sich um ein Schutzgebiet der IUCN-Kategorie II (Nationalpark).

## Geschichte
Der Park wurde am 30. April 1996 als einer der Provincial Parks in British Columbia eingerichtet. Seit seine Einrichtung wurde nur sein Schutzstatus geändert.
Wie jedoch bei fast allen Provinzparks in British Columbia gilt auch für diesen, dass die Gegend, lange bevor sie von europäischen Einwanderern besiedelt oder sie Teil eines Parks wurde, in diesem Fall Jagd- und Fischfanggebiet verschiedener Gruppen der First Nations, hier der Ditidaht, war. Für deren Nutzung der Gegend es unter anderem Nachweise in Form von archäologischen Fundstellen gibt.

## Flora und Fauna
Mit dem Biogeoclimatic Ecological Classification (BEC) Zoning System wird das Ökosystem von British Columbia in verschiedene biogeoklimatische Zonen eingeteilt. Biogeoklimatische Zonen zeichnen sich durch ein grundsätzlich identisches oder sehr ähnliches Klima sowie gleiche oder sehr ähnliche biologische und geologische Voraussetzungen aus. Daraus resultiert in den jeweiligen Zonen dann grundsätzlich auch ein sehr ähnlicher Bestand an Pflanzen und Tieren. Innerhalb dieser Systematik wird der Park der Coastal Western Hemlock Zone zugeordnet.
Der Park im gemäßigten Regenwald soll unter anderem den hier noch vorhandenen Primärwald (in englisch old-growth forest genannt) mit seinem Bestand an Douglasien und Westamerikanischen Hemlocktannen schützen. Zu den Pflanzen im Park gehört auch die Corydalis scouleri, ein Mohngewächs dessen Vorkommen in Kanada nur an drei Orten (alle hier in dieser Region) bekannt ist. Auch der Schutz des Nitinat River mit seinen unterschiedlichen Lebensräumen hier im Park und deren Bedeutung für Cutthroat-Forellen (deren anadromen Wanderform), Regenbogenforellen (sowohl deren anadrome Wanderform, die Steelheadforelle, wie auch deren katadrome Form) sowie für Keta-, Silber- und Königslachse gehört zu den Zielel des Schutzgebietes.